# Blond vénitien

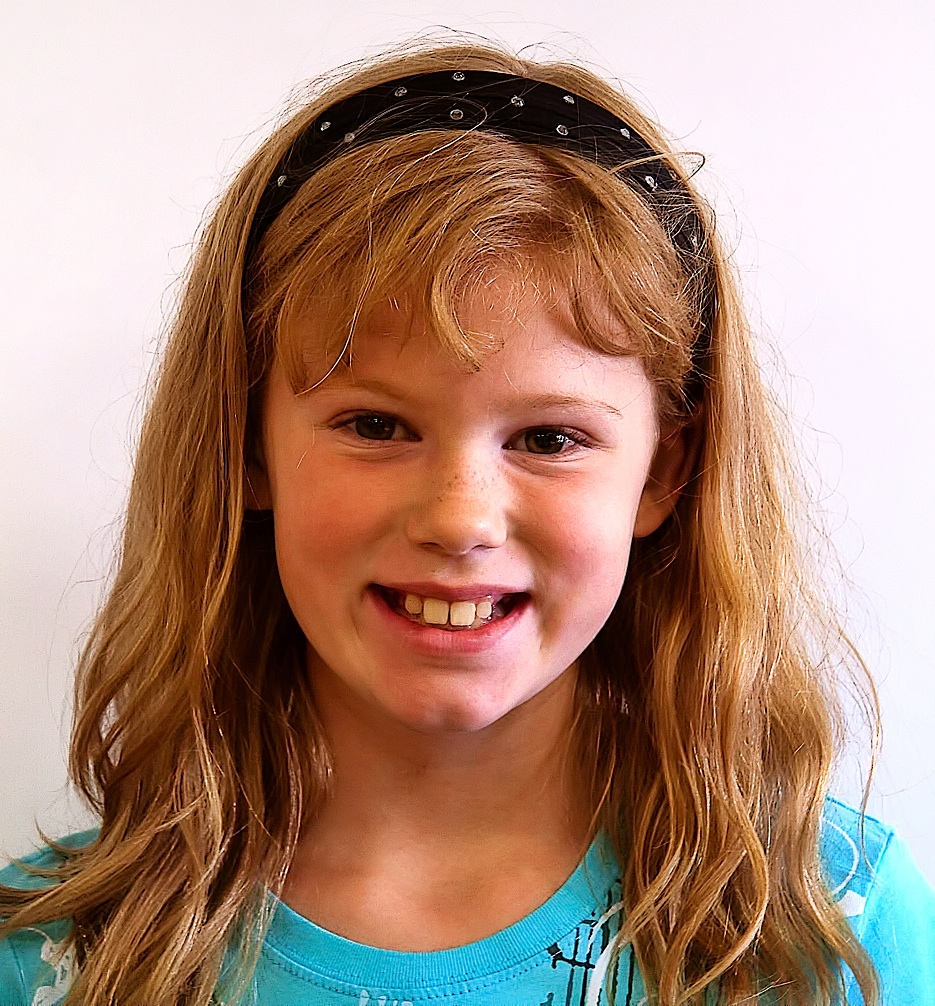
Une fillette avec des cheveux blond vénitien.

Le blond vénitien, ou blond ardent,,, est une couleur de cheveux : c'est le plus roux des tons blonds.
L'adjectif blond vénitien (invariable) tire son origine de la Renaissance (dont Venise est un des foyers). Les femmes se décoloraient les cheveux par un mélange à base d'urine humaine ou animale (chat, cheval) puis se les teignaient à l'aide d'une poudre colorante à base de safran, de citron, de jus de racine de rhubarbe et enfin les exposaient au soleil pour favoriser la réaction chimique et le séchage,. 
Les cheveux blond vénitien sont colorés par de faibles quantités d'eumélanine brune et de phéomélanine. 
Cette couleur est très rare quand elle est naturelle.

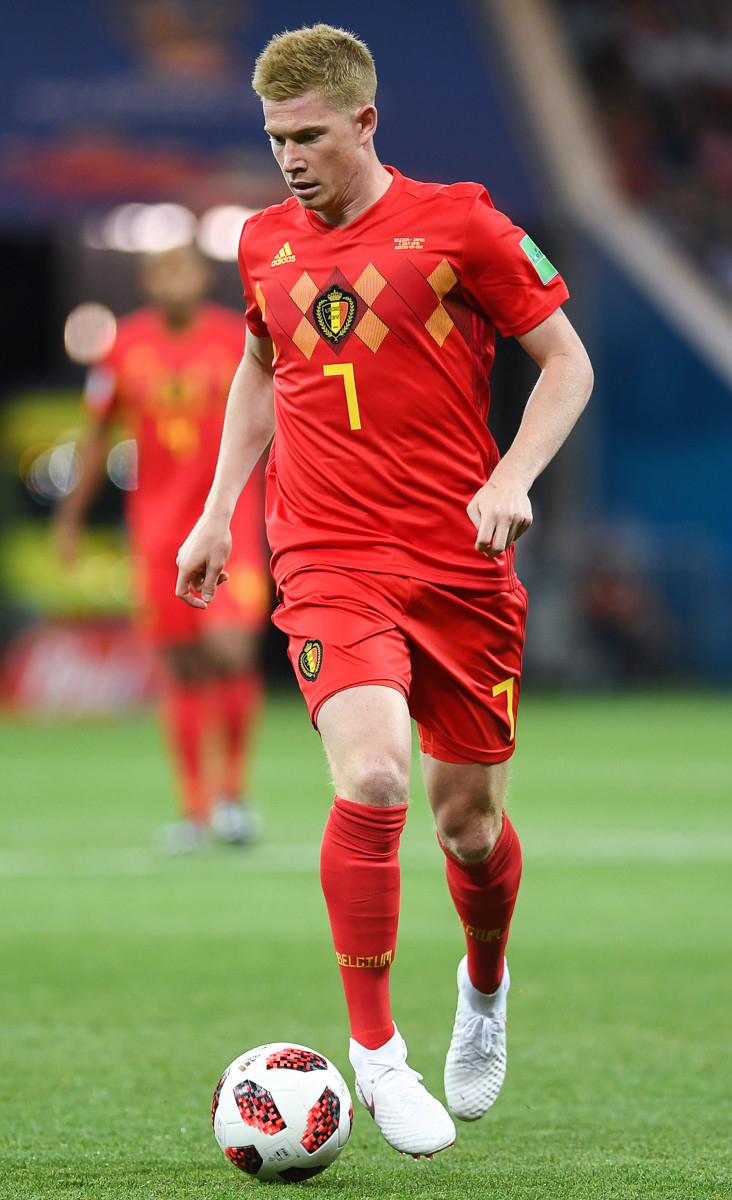
Kevin De Bruyne en 2018.

## Célébrités blond vénitien (naturel ou teint)
- Cendrillon, telle que représentée dans le film d'animation éponyme des studios Disney
- Tintin
- Dalida
- Nicole Kidman
- Blake Lively
- Robert Redford
- Amy Adams
- Marie-Antoinette
- JK Rowling
- Emma Watson
- Thomas Brodie-Sangster